# Stenellipsis bicolor
Stenellipsis bicolor es una especie de escarabajo longicornio del género Stenellipsis, tribu Acanthocinini, subfamilia Lamiinae. Fue descrita científicamente por McKeown en 1945.

## Descripción
Mide 5 milímetros de longitud.

## Distribución
Se distribuye por Australia.